# Eduardo Cerna
Eduardo Alejandro Cerna Lozano (Concepción, 11 de diciembre de 1968) es un policía chileno. Es el actual director general de la Policía de Investigaciones de Chile (PDI) desde el 20 de marzo de 2024, cinco días tras la renuncia de su precesor, Sergio Muñoz Yáñez.

## Biografía
Realizó sus estudios en ingeniería civil en la Universidad de Concepción hasta que inició su formación dentro de la Policía de Investigaciones. Durante su trayectoria, se desempeñó en San Miguel y Concepción, tomando parte en la Brigada de Delitos Económicos Metropolitana, la Fuerza de Tarea Sur y la Inspectoría General. El 17 de noviembre de 2023, ascendió a Prefecto General de la PDI. En total, sirvió 35 años dentro de la PDI antes de ser nombrado director general tras la renuncia de su predecesor, Sergio Muñoz Yáñez, quien se encontraba en medio de un escándalo de corrupción al momento. Fue nombrado director general por el Presidente de Chile, Gabriel Boric, el 20 de marzo, 5 días después de la renuncia de Muñoz.